# Scarus coeruleus
Scarus coeruleus là một loài cá biển thuộc chi Scarus trong họ Cá mó. Loài này được mô tả lần đầu tiên vào năm 1771.

## Từ nguyên
Tính từ định danh của loài trong tiếng Latinh có nghĩa là "có màu xanh lam", hàm ý đề cập đến màu sắc cơ thể đặc trưng của chúng.

## Phạm vi phân bố và môi trường sống
S. coeruleus có phạm vi trải dài từ bờ biển bang Maryland (Hoa Kỳ) và Bermuda đến khắp vùng biển Caribe (không xuất hiện ở phần lớn vịnh México), bao gồm toàn bộ Antilles, giới hạn ở phía nam đến Venezuela.
Môi trường sống của S. coeruleus là các rạn san hô viền bờ, và cũng được tìm thấy trên nền đáy cát và đá vụn, độ sâu đến ít nhất là 40 m; cá con sống trong các thảm cỏ biển (Thalassia) và rừng ngập mặn.

## Mô tả
S. coeruleus là một trong những loài cá mó lớn nhất được biết đến, với chiều dài cơ thể tối đa được ghi nhận là 120 cm. Vây đuôi lõm ở cá cái và cá đực. Cả hai giới đều có màu xanh lam thẫm. Cá đực trưởng thành có phần mõm nhô lên rõ rệt và hai thùy đuôi của chúng cũng dài hơn. Cá con màu xanh nhạt hơn, có một vệt màu vàng từ mõm kéo dài lên vây lưng (vệt vàng biến mất khi lớn lên).
Số gai vây lưng: 9; Số tia vây ở vây lưng: 10; Số gai vây hậu môn: 3; Số tia vây ở vây hậu môn: 9; Số tia vây ở vây ngực: 12–13.

## Sinh thái học
Thức ăn của S. coeruleus là tảo và sinh vật nhỏ trong cát. Loài này có thể hợp thành một nhóm lớn khi bước vào giai đoạn sinh sản.
Loài này được đánh bắt nhiều nơi trong khu vực phân bố của chúng.